# Conical Hill, Sri Lanka
Conical Hill är ett berg i Sri Lanka.   Det ligger i provinsen Centralprovinsen, i den södra delen av landet, 100 km öster om huvudstaden Colombo. Toppen på Conical Hill är 2 152 meter över havet, eller 253 meter över den omgivande terrängen. Bredden vid basen är 5,1 km.
Terrängen runt Conical Hill är huvudsakligen kuperad, men österut är den bergig. Runt Conical Hill är det tätbefolkat, med 511 invånare per kvadratkilometer. Närmaste större samhälle är Nuwara Eliya, 6,4 km norr om Conical Hill. I omgivningarna runt Conical Hill växer i huvudsak städsegrön lövskog.